# Soaperette
Soaperette est un programme court humoristique et musical télévisé en 30 épisodes diffusé pour la première fois de janvier à juin 2007 sur Fox Life puis en décembre 2007 sur NRJ 12.
Qualifié de « variété-fiction » par la production, il s'agit en fait d'une série dont le principe repose sur le mélange de comédie et de parodies de succès de la variété.

## Origines
La série est inspirée de la comédie musicale Les Sept Pêchés capitaux de  Frédéric Strouck et Grégory Blot-Rudolph, chaque personnage représentant à l'origine un péché capital.

### Les personnages
- Armistice (Maud Rakotondravohitra) : la jeune caissière du magasin. Grâce à ce travail, elle s’est liée d’amitié avec Spencer et Kamal avec qui elle passe ses soirées à la boîte de nuit du quartier.

- Kamal (Jean-Michel Vaubien) : jeune de banlieue. Comme la vie n’a pas été tendre avec lui et que le marché du travail l’ignore, il s’exprime souvent avec agressivité. Marie-Cerise l’a pris sous son aile et a décidé de l’embaucher à la Soaperette.

- Léon (David Decarme) : facteur, la quarantaine, il est actuellement en arrêt maladie pour une durée indéterminée. N’arrivant pas à gérer l’échec de son premier mariage, il vient souvent à la supérette pour se changer les idées.

- Marie-Cerise (Christine Bonnard) : vieille fille aux allures coincées. Elle compense son mal de vivre par la nourriture ce qui n’arrange évidemment pas les choses.

- Paul-Bernard (Frédéric Strouck) : jeune trentenaire égocentrique qui a tout réussi. Après de brillantes études commerciales, il hérite de la Soaperette avec sa demi-sœur Marie-Cerise.

- Spencer (Andy Cocq) : gay urbain et s’intéressant de près à la mode. Voisin de la Soaperette, il y passe la plupart de son temps libre. Un moyen pour lui de collectionner les aventures parmi les jeunes hommes qui la fréquente. C’est également une langue de vipère à la repartie assassine.

- Tiffany (Prisca Demarez) : bourgeoise très chic, attirante et sexy. Matérialiste, elle adore bénéficier de nombreuses promotions et récolter des bons de réductions. Excentrique, elle apporte une touche d’extravagance au sein de la supérette.

- Valentin (Arnaud Denissel) : médecin dans une organisation humanitaire. Sa gentillesse, son courage et son charisme font presque l’unanimité. Paul-Bernard est le seul à s’en méfier.

## Fiche technique
- Titre : Soaperette
- Réalisation : Gilles Amado
- Scénario : Frédéric Strouck, Grégory Blot-Rudolph, David Sauvage, Benoit Saurat, Kary Julliam et Fanny Desmares d'après la comédie musicale de  Frédéric Strouck et Grégory Blot-Rudolph
- Production : Yan Pierre Le Luyer, Guy Wiriath et Cyril Daspet
- Sociétés de production :  Le Luyer & Co, PGM.TV, Bloo Prod
- Nombre d'épisodes : 30
- Durée : 6 minutes
- Dates de première diffusion : janvier à juin 2007 sur Fox Life

### Liste des épisodes
1. Parodie des Rois du monde (Roméo et Juliette, de la haine à l'amour).
2. À fleur d'appeau. Parodie de Déshabillez-moi (Juliette Gréco). 
Léon teste un « appeau à gonzesse » sans grand succès. Spencer va tenter de vérifier que l'objet fonctionne bel et bien, mais n'imagine pas une seule seconde les conséquences.
3. Droit au logement. Parodie de  On se retrouvera (Francis Lalanne). 
Tiffany tanne Paul-Bernard pour qu'ils emménagent ensemble, mais ce dernier n'est pas très chaud.
4. Parodie des Amants d'un jour (Édith Piaf).
À la suite du refus de Paul-Bernard de s'engager, Tiffany s'efforce de le rendre jaloux en s'affichant au bras d'un nouvel amant.
5. Parodie de Être une femme (Michel Sardou).
Léon et Paul-Bernard déversent leur bile sur la gent féminine.
6. Incitation à l'embauche. Parodie de Envole-moi (Jean-Jacques Goldman).
Kamal est soupçonné de vol. Marie-Cerise en profite pour le faire chanter.
7. Parodie de C'est la fête (Michel Fugain et le Big Bazar).
Il y a grève générale et la Soaperette n'est pas épargnée.
8. French cancans. Parodie de Le téléphone pleure (Claude François). 
Les cancans sur les affaires familiale de Paul-Bernard et Marie-Cerise vont bon train dans la Soaperette, mais comme personne n'écoute jamais vraiment, la rumeur change vite de nature.
9. Parodie de Mon mec à moi (Patricia Kaas).
10. Parodie de Je serai (ta meilleure amie) (Lorie).
Léon comme à son habitude se plaint. Il n'a pas d'amis. Il cherche désespérément du réconfort. Valentin lui tend une oreille secourable, au grand désespoir de Tiffany.
11. 6 minutes chrono. Parodie de Rien que de l'eau (Véronique Sanson).
La Soaperette doit faire face à un dégât des eaux. Les grands moyens sont déployés pour faire face à ce problème avant l'arrivée des clients. Le Jack Bauer's style s'impose.
12. Ça nous fera des vacances. Parodie de Je viens du sud (Michel Sardou).
13. Parodie de Je ne suis pas un héros.
Spencer tente de convaincre que pour draguer sans problème, il faut aller dans les boites gays.
14. Le tapis fait de la résistance. Parodie de La Valse à mille temps (Jacques Brel).
Un nouveau tapis nouvelle génération est livré pour augmenter la rentabilité de la caisse.
15. Fuite des cerveaux. Parodie de Laissez-moi danser (Dalida).
Les fuites d'eau n'ont cessé de s'accentuer. Léon manque de se noyer dans une bassine, la Soaperette se mobilise pour le sauver.
16. Parodie de Libertine (Mylène Farmer).
17. Nettoyage de printemps; Parodie de L'Oiseau et l'Enfant (Marie Myriam). Invitée : Marie Myriam. 
La tante de Paul-Bernard débarque pour lui demander de l'argent, comme toujours.
18. Parodie Le parking des anges (Marc Lavoine).
19. Bonimenteuse ; parodie de Ce rêve bleu (Aladdin). Invitée : Armelle
La Soaperette voit débarquer une étrange femme, d'un genre très aristocratique et qui découvre les rayons d'un supermarché.
20. Vin d'horreur. Parodie de Viens boire un p'tit coup à la maison (Licence IV)
Spencer a un rencard ce soir, il lui faut une bouteille de champagne. Malheureusement, l'armoire aux alcools n'est pas accessible.
21. Partis de surprise. Parodie de Le Jerk (Thierry Hazard).
Léon organise une petite fête pour l'anniversaire de son divorce, il tente de convaincre tout le monde de venir se joindre à la fête.
22. Parodie de Voyage, voyage  (Desireless)
Les produits périmés s'amassent. La Soaperette décide d'organiser des soldes et met tout le monde à contribution pour fourguer la camelote.
23. Régimes totalitaires. Parodie de Chacun fait (c'qui lui plaît) (Chagrin d'amour).
Marie-Cerise décide d'entamer un régime pour respecter le carême.
24. Tombola Chemise. Parodie de Requiem pour un fou (Johnny Hallyday).
25. Mauvais Trip. Parodie de La Salsa du démon (Le Grand Orchestre du Splendid). Invité : Jean-Pierre Foucault. 
René Graillard, tripier, n'est pas content de la concurrence que la Soaperette fait aux commerçants du quartier.
26. Poulpe Friction. Parodie de Le Chanteur (Daniel Balavoine).
Spencer prend le parti de mettre à profit son stage d'art capillaire pour relooker à sa manière les femmes de la Soaperette.
27. Hernie fiscale. Parodie de La Déclaration d'amour (France Gall).
L'heure des impôts a sonné.
28. Parodie de J'ai besoin d'amour (Lorie).
29. Parodie de Si j'étais un homme (Diane Tell).
Les femmes se plaignent des travers de hommes.
30. Parodie de Let the Sunshine in (Hair).
Une lettre anonyme est trouvée sur la caisse d'Armistice.